# Далешице
Далешице (пољ. Daleszyce) је град у Пољској у Војводству Светокришком у Повјату kielecki. Према попису становништва из 2011. у граду је живело 2.965 становника.

## Демографија
| 2002. | 2011. | 2012. |
| ----- | ----- | ----- |
| ...   | 2.965 | 2.929 |